# Rafael Cabral
Rafael Cabral, właśc. Rafael Cabral Barbosa lub Rafael (ur. 20 maja 1990 w Sorocabie) – piłkarz brazylijski, występujący na pozycji bramkarza w brazylijskim klubie Cruzeiro EC.

## Kariera klubowa
Rafael Cabral piłkarską karierę rozpoczął w Santosie FC w 2010.
W barwach Santosu zadebiutował 3 czerwca 2010 w zremisowanym 0-0 meczu w lidze brazylijskiej z Cruzeiro EC. W pierwszym sezonie Rafael wywalczył sobie miejsce w podstawowym składzie kosztem Felipe. Jednakże ten ostatni był pierwszym bramkarzem podczas zwycięstwa Santosu w lidze stanowej São Paulo oraz Copa do Brasil w 2010. Następny rok Rafael rozpoczął od zdobycie mistrzostwa stanu – Campeonato Paulista (20 meczów Rafaela). Kilka tygodni później Santos po 48-letniej przerwie zdobył Copa Libertadores, a Rafael uczestniczył we wszystkich czternastu meczach podczas tych rozgrywek. Te triumfy odbyły się kosztem gry Santosu w lidze brazylijskiej, w której zajął dopiero 10. miejsce. Cabral jak w poprzednim sezonie rozegrał w 2011 32 spotkania w lidze brazylijskiej. Nieudany był koniec roku, kiedy to Santos przegrał z Barceloną w finale Klubowych Mistrzostw Świata, a Rafael musiał w tym czterokrotnie wyjmować piłkę z siatki.
Rok 2012 Cabral rozpoczął do kolejnej wygranej w lidze stanowej, lecz udział jego był w tym niewielki, gdyż Santos grał głównie w rozgrywkach stanowych rezerwowym składem, dlatego Rafael wystąpił tylko w 5 meczach, w tym rewanżowym meczu finałowym z Guarani FC.
| Sezon     | Klub         | Rozgrywki                     | Mecze | Bramki |
| --------- | ------------ | ----------------------------- | ----- | ------ |
| 2010      | Santos FC    | Campeonato Brasileiro Série A | 32    | 0      |
| 2011      | Santos FC    | Campeonato Brasileiro Série A | 32    | 0      |
| 2012      | Santos FC    | Campeonato Brasileiro Série A | 25    | 0      |
| 2013      | Santos FC    | Campeonato Brasileiro Série A | 5     | 0      |
| 2013/2014 | SSC Napoli   | Serie A                       | 8     | 0      |
| 2014/2015 | SSC Napoli   | Serie A                       | 23    | 0      |
| 2015/2016 | SSC Napoli   | Serie A                       | 0     | 0      |
| 2016/2017 | SSC Napoli   | Serie A                       | 1     | 0      |
| 2017/2018 | SSC Napoli   | Serie A                       | 0     | 0      |
| 2018/2019 | UC Sampdoria | Serie A                       | 2     | 0      |
| 2019/2020 | Reading F.C. | EFL Championship              | 44    | 0      |
| 2020/2021 | Reading F.C. | EFL Championship              | 45    | 0      |
| 2021/2022 | Reading F.C. | EFL Championship              | 6     | 0      |
| 2022/2023 | Cruzeiro EC  | Campeonato Brasileiro Série B | 37    | 0      |
| 2023/2024 | Cruzeiro EC  | Campeonato Brasileiro Série A | 37    | 0      |

## Kariera reprezentacyjna
Rafael Cabral w reprezentacji Brazylii zadebiutował 31 maja 2012 w wygranym 4-1 towarzyskim meczu z reprezentacją Stanów Zjednoczonych.
| Mecze i gole w reprezentacji | Mecze i gole w reprezentacji | Mecze i gole w reprezentacji | Mecze i gole w reprezentacji | Mecze i gole w reprezentacji | Mecze i gole w reprezentacji | Mecze i gole w reprezentacji |
| #                            | Data                         | Miasto                       | Przeciwnik                   | Gol                          | Wynik                        | Rozgrywki                    |
| ---------------------------- | ---------------------------- | ---------------------------- | ---------------------------- | ---------------------------- | ---------------------------- | ---------------------------- |
| 1.                           | 31.05.2012                   | Landover                     | Stany Zjednoczone            |                              | 4:1                          | towarzyski                   |
| 2.                           | 03.06.2012                   | Dallas                       | Meksyk                       |                              | 0:2                          | towarzyski                   |
| 3.                           | 09.06.2012                   | East Rutherford              | Argentyna                    |                              | 3:4                          | towarzyski                   |